# Zborovice
Zborovice är en ort i Tjeckien.   Den ligger i regionen Zlín, i den östra delen av landet, 230 km öster om huvudstaden Prag. Zborovice ligger 252 meter över havet och antalet invånare är 1 619.
Terrängen runt Zborovice är varierad. Runt Zborovice är det ganska glesbefolkat, med 47 invånare per kvadratkilometer. Närmaste större samhälle är Kroměříž, 9,6 km nordost om Zborovice. I omgivningarna runt Zborovice växer i huvudsak blandskog.